# Liang
Wei (en xinès 魏; en pinyin Wèi) o Liang fou un estat existent entre els anys 403 i 225 aC durant el Període dels Regnes Combatents (Xina). El seu territori estava entre els estats de Qin i Qi i comprenia les modernes àrees de Henan, Hebei, Shanxi i Shandong. Després que la seua capital va ser traslladada d'Anyi a Daliang (actual Kaifeng) durant el regnat de Hui de Wei.

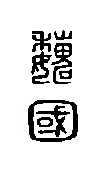
Estat de Wei
(segell en cal·ligrafia antiga, 220 aC)

En el 403 aC, el Marquès Jing de Han, juntament amb el Marquès Wen de Wei i el Marquès Lie de Zhao, van dividir l'estat de Jin en tres: Han, Wei i Zhao, fet amb el qual començaria el Període dels Regnes Combatents i la independència política de Han. El Rei Lie de Zhou va ser obligat a reconèixer els nous estats, elevant a la categoria de marquesos als seus governants.
L'estat arribà a la seva màxima esplendor durant els regnats dels dos primers governants, el Marqués Wen de Wei i el Marqués Wu de Wei. Rei Hui de Wei, el tercer governant, es concentrà en el desenvolupament econòmic incloent projectes d'irrigació en el riu Groc. Això no obstant, el seu lent declivi va començar amb el rei Hui. El rei Hui considerava que Qin a l'oest era un estat dèbil que no era cap amenaça i que la seva terra era terra erma i, per tant, es va centrar en la conquesta de les terres de recursos a l'est.
En 342 aC, l'estat de Wei va atacar l'Estat de Han i aquest va demanar ajuda al seu aliat Qi, I Wei va ser derrotat en la batalla de Maling el 341 aC i el seu poder disminuí significativament a partir de llavors, fent que l'estat no pogués competir pel regnat de la dinastia Zhou. La reforma de Qin en el mateix període impulsà l'economia i el poder militar de Qin a nivells sense precedents.
En 323 aC Han, Wei, Yan, i Zhao es van aliar i els seus sobirans es van reconèixer mútuament com a reis. Els aliats, liderats pel general Zhao Pang Nuan van atacar Qin però van ser derrotats el 318 aC a la batalla de Hangu al pas estratègic de Hangu,
El 294 aC, el regne de Qin s'havia convertit en una potència militar important a la Xina i inicià els atacs als regnes propers de Wei i Han, que havien estat enemics molts anys entre si, sense parar esment a Qin. El General Bai Qi va atacar a Han el 294 aC i va prendre una important fortalesa. Wei i Han es van adonar de la força de Qin, i va unir forces per aturar les conquestes de Qin, però foren derrotats a la batalla de Yique perdent molt territori. I així Wei va perdre la regió Hexi de l'oest (una zona de pasturatge i estratègica a la riba oest del riu Groc en la frontera del que és avui Shanxi i la província de Shaanxi) a mans de Qin, i es va mantenir constantment sent envaït per Qin fins al final. Açò forçà a Wei a moure la seua capital d'Anyi a Daliang. Durant les Guerres d'unificació de Qin Wei va ser conquistat en 228 aC després que el general Wang Ben desviés el riu Groc cap a Daliang, destruint la capital en una riuada.